# Arnaud Amaury
(Arnaud Amaury)
Arnaud Amaury, o Amalric, noto anche nelle forme italianizzate Arnaldo Amalrico  o Arnaldo di Cîteaux (... – Narbona, 29 settembre 1225), è stato un abate e arcivescovo cattolico francese. Abate generale dell'Ordine cistercense, fu incaricato da papa Innocenzo III di reprimere l'eresia catara in Occitania, divenendo uno dei maggiori istigatori della crociata albigese, della quale lo stesso pontefice lo nominò comandante.

## Biografia

### Monaco cistercense
Molto probabilmente Arnaldo era di origine catalana, in quanto fu dapprima abate del monastero di Santa Maria di Poblet, che si trovava nel regno d'Aragona, nella Conca de Barberà, ad ovest di Barcellona.
Dopo essere divenuto abate della francese abbazia di Grandselve, a Bouillac, divenne nel 1200 superiore di tutto l'ordine cistercense, con la nomina ad abate di Cîteaux. Il chierico Guglielmo di Tudela citò Arnaldo nella Chanson de la Croisade, dicendo che fu un brav'uomo, un ottimo abate che Dio destinò a guidare l'ordine cistercense e poi questo sant'uomo si recò con altri confratelli nella terra dell'eresia, dove si comportò molto bene a convertirli.

### Legato pontificio
All'inizio del XIII secolo, papa Innocenzo III cercò di estirpare l'eresia attraverso gruppi di missionari cistercensi, guidati da Pietro di Castelnuovo, coadiuvato dal suo superiore, Arnaldo.
Accortosi che i missionari non ottenevano il risultato sperato, Innocenzo III, su suggerimento di Arnaud Amaury alla fine del 1204 invitò i suoi legati a fare pressione sui vari signori locali affinché gli eretici fossero espulsi da tutti i loro territori, mentre ai legati fu concessa l'autorità di deporre gli ecclesiastici sospetti (cosa che riuscirono a fare tra il 1204 ed il 1206).
Impresa più ardua invece si dimostrò fare rispettare il provvedimento di espulsione ai signori, in modo particolare al conte di Tolosa, Raimondo VI.
Nel gennaio del 1208, però, Pietro di Castelnuovo venne assassinato da sconosciuti e Arnaud Amaury, molto abilmente, fece ricadere la colpa sul conte di Tolosa, Raimondo VI.

### Responsabile della crociata
Dopo la morte di Pietro, Innocenzo III scomunicò il conte di Tolosa e predicò la crociata, a cui fu messo a capo Arnaud Amaury, il quale nella tarda primavera del 1209, partendo da Lione in direzione della Valle del Rodano, iniziò a marciare verso la Linguadoca. Dopo Montpellier, il visconte di Béziers e Carcassonne, Raimondo Ruggero Trencavel, cercò la via delle trattative che però gli venne negata da Arnaldo, che si diresse su Béziers, dove il 22 luglio 1209 vennero massacrate alcune migliaia di persone fra cui donne e bambini, in quanto Catari, e anche i cattolici, che erano la maggioranza dei cittadini.
È divenuta leggendaria la risposta che in quell'occasione Arnaud Amaury avrebbe rivolto a un soldato che gli chiedeva come poter distinguere nell'azione gli eretici dagli altri: "uccideteli tutti, Dio riconoscerà i suoi". L'autenticità di tale frase, però, è messa in dubbio in quanto non risulta in nessuna delle pur numerose cronache degli eventi; si trova invece in forma leggermente diversa («Cedite eos. Novit enim Deus qui ejus sunt» e cioè "Uccideteli. Dio infatti conosce coloro che sono suoi") e introdotta da un prudenziale ”«fertur dixisse» ("si dice") nel Dialogus Miraculorum, il Libro dei Miracoli, scritto fra 10 e 14 anni dopo gli avvenimenti dal monaco tedesco Cesario di Heisterbach.
La notizia del massacro di Béziers si diffuse rapidamente mettendo in allerta tutte le restanti comunità catare ed alcune città, come Narbonne, si arresero. Il successivo obiettivo dei crociati fu la città di Carcassonne, assediata il 1º agosto 1209 e privata di ogni risorsa idrica il 7 agosto. Raimondo Ruggero Trencavel cercò nuovamente di trattare ma venne fatto prigioniero da Arnaldo e la città fu costretta ad arrendersi il 15 agosto. Questa volta i suoi abitanti vennero risparmiati, ma furono costretti a lasciare la città completamente nudi, secondo Pietro di les Vaux-de-Cernay, o solo con le braghe, secondo altre fonti.
Nel frattempo, nell'agosto 1209, dopo i rifiuti del duca Oddone III di Borgogna e dei conti Erveo di Nevers e Gualtiero di Saint-Pol, Simone di Montfort fu nominato capitano generale dell'esercito crociato contro gli albigesi, affiancando Arnaldo nella guida della crociata. Arnaldo si trovò in accordo con Simone, innanzitutto nello stabilire delle guarnigioni permanenti per mantenere il controllo della regione, convincendo i crociati a prolungare il periodo di permanenza nella regione. Dopo si premurarono di isolare il conte di Tolosa, Raimondo VI, e quindi di conquistare tutti i feudi sino al confine del suo territorio, costringerlo a qualche atto ostile e quindi procedere alla conquista della contea.
Il papa Innocenzo III cercò di evitare la conquista della contea, invitando i crociati ad andare a combattere contro i Mori di al-Andalus, ma la conquista fu portata comunque a termine, mentre in quello stesso anno (1212), Arnaldo venne nominato vescovo di Narbonne. In quella veste condusse un certo numero di Crociati nella penisola iberica, dove parteciparono, il 16 luglio del 1212, alla Battaglia di Las Navas de Tolosa, nella quale i Mori di al-Andalus furono sconfitti dai re cristiani, tra cui il re d'Aragona, Pietro II; questi l'anno dopo dichiarò guerra a Simone di Montfort e ad Arnaldo, rientrato nel frattempo in Linguadoca, ed il 12 settembre 1213, nella battaglia di Muret, non solo venne sconfitto, ma perse anche la vita.

### Il concilio lateranense e la fine della crociata
Arnaldo ebbe un unico contrasto con Simone e riguardò il ducato di Narbona, che pensava di poter ottenere dopo esserne stato nominato vescovo, ma si dovette scontrare con Simone che aveva la stessa ambizione. Al Concilio laterano, dove fu decisa la sorte dei territori e dei feudi della Linguadoca, il ducato fu assegnato a Simone di Montfort e Arnaldo si dovette rassegnare.
Dopo la morte di Simone, nel 1218, a capo militare gli succedette il giovane figlio, Amalrico, che, nonostante l'aiuto di Arnaldo non si dimostrò un avversario all'altezza del conte di Tolosa, Raimondo VI.
Il fronte crociato cominciò a sfaldarsi e in pochi anni, tra il 1221 ed il 1223, quasi tutti i territori conquistati furono perduti e molti cattolici furono costretti all'esilio.
Arnaldo morì nell'abbazia di Sainte-Marie de Fontfroide a Narbona nel 1225 e fu inumato nell'abbazia cistercense di Cîteaux.